# Ludwik Łata
Ludwik Łata (ur. 21 sierpnia 1901 w Radziszowie, zm. 27 marca 1985 tamże) – starszy sierżant (ang. Flight Sergeant) wojsk lotniczych Polskich Sił Powietrznych w Wielkiej Brytanii.

## Życiorys
Urodził się jako pierworodny syn Jana i Wiktorii z d. Małysa, edukację rozpoczął w czteroklasowej Szkole Powszechnej w Radziszowie którą zarządzał wówczas nauczyciel Józef Cieszanowski. Do wojska powołany z poboru w 1923 r. do 5 kompanii w III batalionie 48 Pułku Piechoty, skąd został zwolniony ze względów zdrowotnych. W październiku 1925 r. ponownie wezwany do odbycia służby. Po odbyciu wyszkolenia liniowego zostaje przydzielony jako goniec przy Sztabie do 4 Brygady Korpusu Ochrony Pogranicza w jej 13 Batalionie, a następnie oddelegowany do Szkoły Podoficerskiej gdzie oprócz wyszkolenia wojskowego uzupełnia wykształcenie na poziomie 7 klasy Szkoły Powszechnej. Jako Instruktor Wyszkolenia Liniowego szkolił poborowych dla potrzeb KOP. W 1931 r. przechodzi kolejne kursy i ukończył Szkołę Podoficerów Zawodowych w Osowcu, dostał awans na plutonowego zawodowego. W czerwcu 1934 r. dostał przydział jako podoficer gospodarczy do 63 Pułku Piechoty w Toruniu. W kwietniu 1937 r. został Szefem Administracyjnym w 112 Eskadrze Myśliwskiej, z której w maju 1939 r. zaczęto organizować Brygadę Pościgową w celu ochrony Warszawy przed nalotami bombowymi niemieckiej Luftwaffe. Po przegranej wojnie obronnej w dniu 18 września 1939 z kilkuset osobową grupą polskich lotników, na rozkaz kpt. pil. Zdzisława Krasnodębskiego, przekroczył granicę polsko-rumuńską w Śniatyniu. Polscy żołnierze na podstawie umów podpisanych 6 września 1939 r. pomiędzy Rumunią i Niemcami zostali internowani w obozach, polscy piloci trafili do obozu w Babadag, a następnie do obozu w Sâmbăta Nouă, Topolog, skąd 24 stycznia 1940 r. zorganizowali masową ucieczkę. W pierwszych dniach lutego dotarli do portu w Constanzy skąd drogą morską zostali ewakuowani do Francji. Zweryfikowany w Stałej Stacji Zbornej w Sptfonds, której dowódcą został płk pil. Stanisław Nazarkiewicz, został wcielony w szeregi Polskich Sił Powietrznych we Francji, a następnie został przydzielony jako instruktor do Kompanii Wyszkolenia Technicznego w Centrum Wyszkolenia Lotnictwa stacjonującego w Bron. Kompanią dowodził płk pil. obs. Władysław Madejski, a jego zastępcą był kpt Stanisław Brenk. Ze strony polskiej Centrum dowodził płk. Stefan Pawlikowski, z francuskiej płk. Charles Hug, była to wówczas główna baza szkoleniowa dla personelu Polskich Sił Powietrznych we Francji. Po odbyciu szkoleń Ludwik Łata przydzielony został do obsługi naziemnej w I Warszawskim Dywizjonie Myśliwskim stacjonującego na Lyon Bron, którym dowodził ppłk pil. Leopold Pamuła. Dywizjon został następnie podzielony na mniejsze formacje i przez dowództwo francuskie skierowane do dołączenia i współdziałania z Groupe de Chasse I/55 już jako I Klucz Kominowy (Kr) pod dowództwem kpt. pil. Zdzisława Krasnodębskiego strzegąc strategicznie ważnych obiektów przemysłowych w pobliżu lotnisk w Châteaudun, Villacoublay, Étampes, Limoges, Bordeaux. Po upadku Francji 21 czerwca został ewakuowany do Wielkiej Brytanii na pokładzie polskiego masowca SS "Kmicic" i przydzielony do 303 "Warszawskiego" Dywizjonu Myśliwskiego im. Tadeusza Kościuszki.

## Odznaczenia
- Brązowym Krzyżem Zasługi,
- Dwukrotnie Medalem Lotniczym,
- Medalem Brązowym za Długoletnią Służbę,
- Medalem Srebrnym za Długoletnią Służbę,
- Krzyżem Kombatanta,
- Krzyżem Kombatanta-Ochotnika,
- Gwiazdą za Wojnę 1939-1945,
- Gwiazdą Francji i Niemiec,
- Medalem za Wojnę 1939-1945,
- Medalem Obrony.